# Léo Testut
Jean Léo Testut (n. 22 martie 1849 – d. 16 ianuarie 1925) a fost un medic și anatomist francez, născut în Saint-Avit-Sénieur, Dordogne.

## Biografie
S-a născut ca Jean Léo Testut pe 22 martie 1849, fiind fiul lui Jean Testut și Marie Deynat. A studiat medicina la Bordeaux, dar studiile sale au fost întrerupte din cauza Războiului Franco-Prusac din 1870. A fost readmis la Școala de Medicină de la Bordeaux în 1878, completându-și studiile cu o teză, pentru care a obținut medalii ale mai multor universități din Franța. 
A fost numit profesor de anatomie la Școala de Medicină de la Bordeaux și a realizat cercetări în antropologie și la alte universități. A a contribuit cu peste 90 de studii publicate pe teme de anatomie, antropologie, preistorie și istorie, cea mai de seamă realizare a sa fiind însă lucrarea Traité d´anatomie humaine. Acesta este un studiu complet, bine scris și bine ilustrat de anatomie compus din 4 volume. În școlile medicale această lucrare a sa este considerată a fi un manual clasic de anatomie, astfel că este folosit ca sursă de inspirație și bază pentru învățarea anatomiei, chiar și în prezent.  
În 1889, Léo Testut a anunțat că un craniu preistoric, descoperit în Chancelade, aparținea unei rase noi, pe care a numit-o „rasa Chancelade”, argumentând că indivizii ce aparțineau acestei rase erau strămoși ai eschimoșilor. Această ipoteză, deși a fost confirmată de mulți dintre contemporanii săi, este acum respinsă, iar craniul de Chancelade este considerat a fi un Cro-Magnon. Léo Testut a murit pe 16 ianuarie 1925 în Bordeaux.